# Steinernes Herz

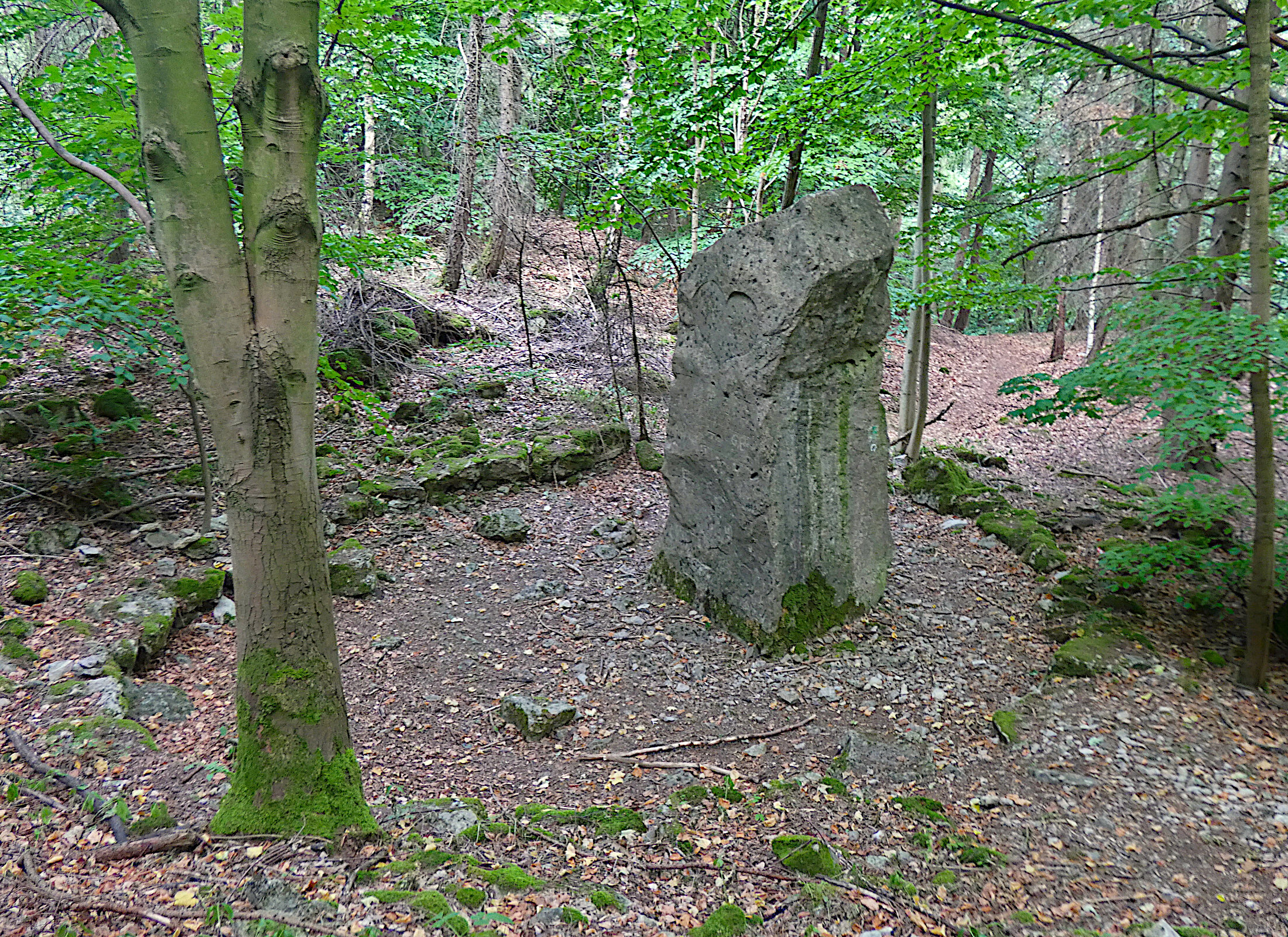
Das „Steinerne Herz“ auf seiner Hangterrasse

Das Steinerne Herz ist ein Gedenkstein im Osterwald westlich des Klosters Wülfinghausen in der Gemarkung Holtensen der Stadt Springe in der Region Hannover in Niedersachsen.

## Beschreibung
Der Pionierweg verläuft am Nordhang des Osterwaldes vom Forsthaus Wülfinghausen. Der oberer Abschnitt des Weges steigt im Halbkreis unterhalb der Königskanzel, einem Aussichtspunkt auf einem nördlichen Ausläufer der Erhebung beim Ritterkreuz, zum Kamm des Höhenzugs hinauf. Auf etwa 280 m Höhe steht etwa zehn Meter abseits des Weges auf der Talseite ein etwa 3 Meter hoher Felsblock. Er steht auf einer Hangterrasse umgeben von einem aus kleineren Felsblöcken zusammengesetzten Ring mit etwa 5 Metern Radius.

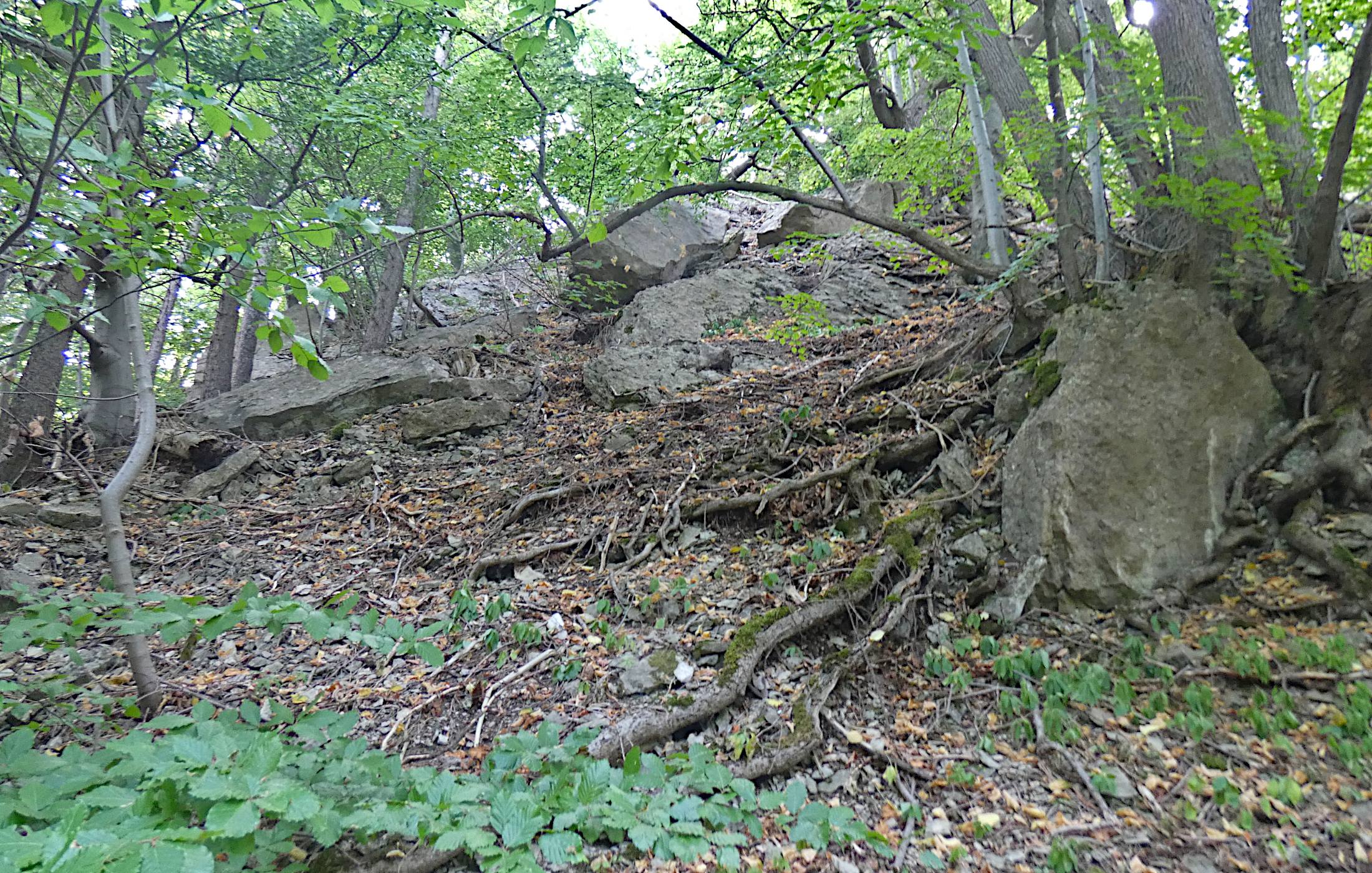
Aufschluss am Pionierweg

Der Kalkstein entspricht dem am Aufschluss des Hanges an der Bergseite des Pionierwegs als metergroße Bruchstücke freigelegten Gestein.
Einige Höhenmeter weiter oben werden die aus dem Jura zu datierenden massiven Kalkschichten durch eine der Kreide zuzurechnende Abfolge zentimeterdicker Sandsteinschichten abgelöst. Oberhalb davon folgen im Bereich eines alten Steinbruchs wiederum brüchige Kalksteinschichten.

## Inschriften
An der  Südseite des aufrecht stehende Kalksteinblocks ist oben eine herzförmige Vertiefung eingearbeitet. In dieser steht die Inschrift „1878“.
Unterhalb des Herzen steht eingemeißelt

„Pionier Weg
erbaut 1900 v. Hann. Pion. Batl. 10
–
Sta viator hic manebitur“

Der mit seiner Umgebung an einen Thingplatz erinnernde Stein wurde wahrscheinlich im 19. Jahrhundert von Pionieren aus Minden aufgerichtet.
Die Bedeutung des Herzsymbols und der Zahl 1878 scheinen nicht bekannt zu sein.
Der lateinische Spruch (deutsch: „Steh, Wanderer, hier verweile!“ oder „Halte inne, Reisender!“) zitiert den Schluss eines 1630 veröffentlichten zehnzeiligen Alexandriners von Martin Opitz.

Das Steinerne Herz
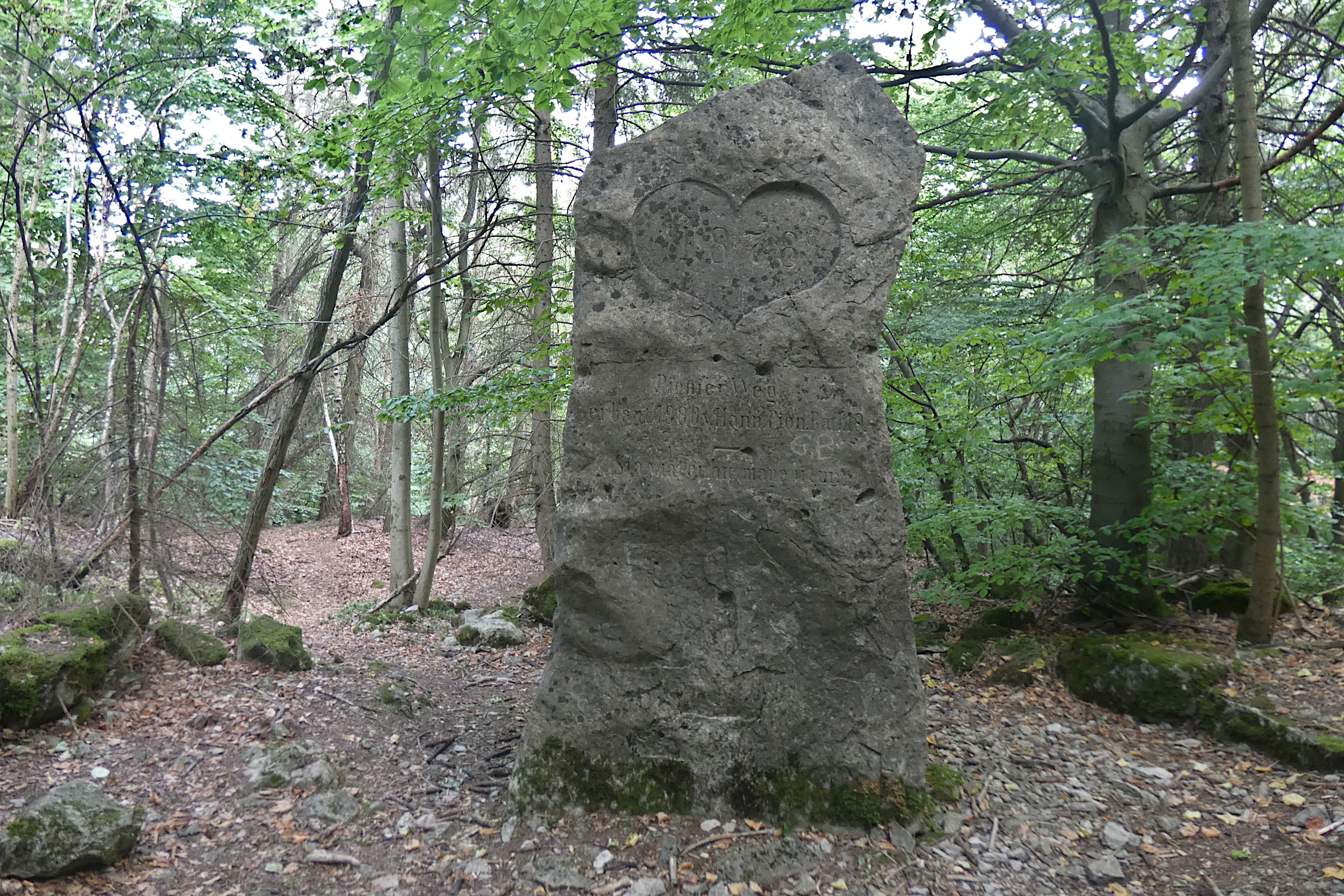
Frontansicht
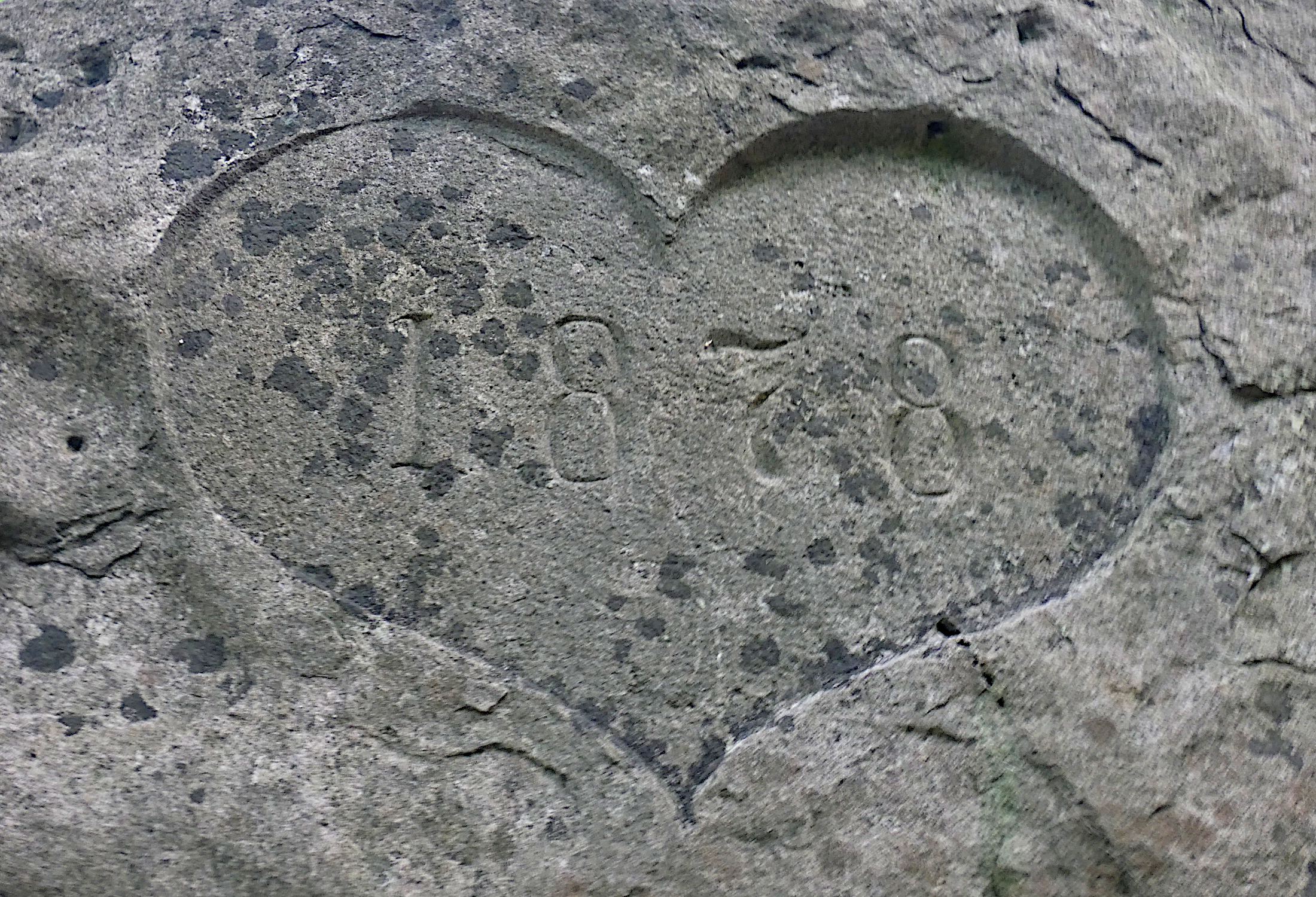
Herz mit Zahl 1878
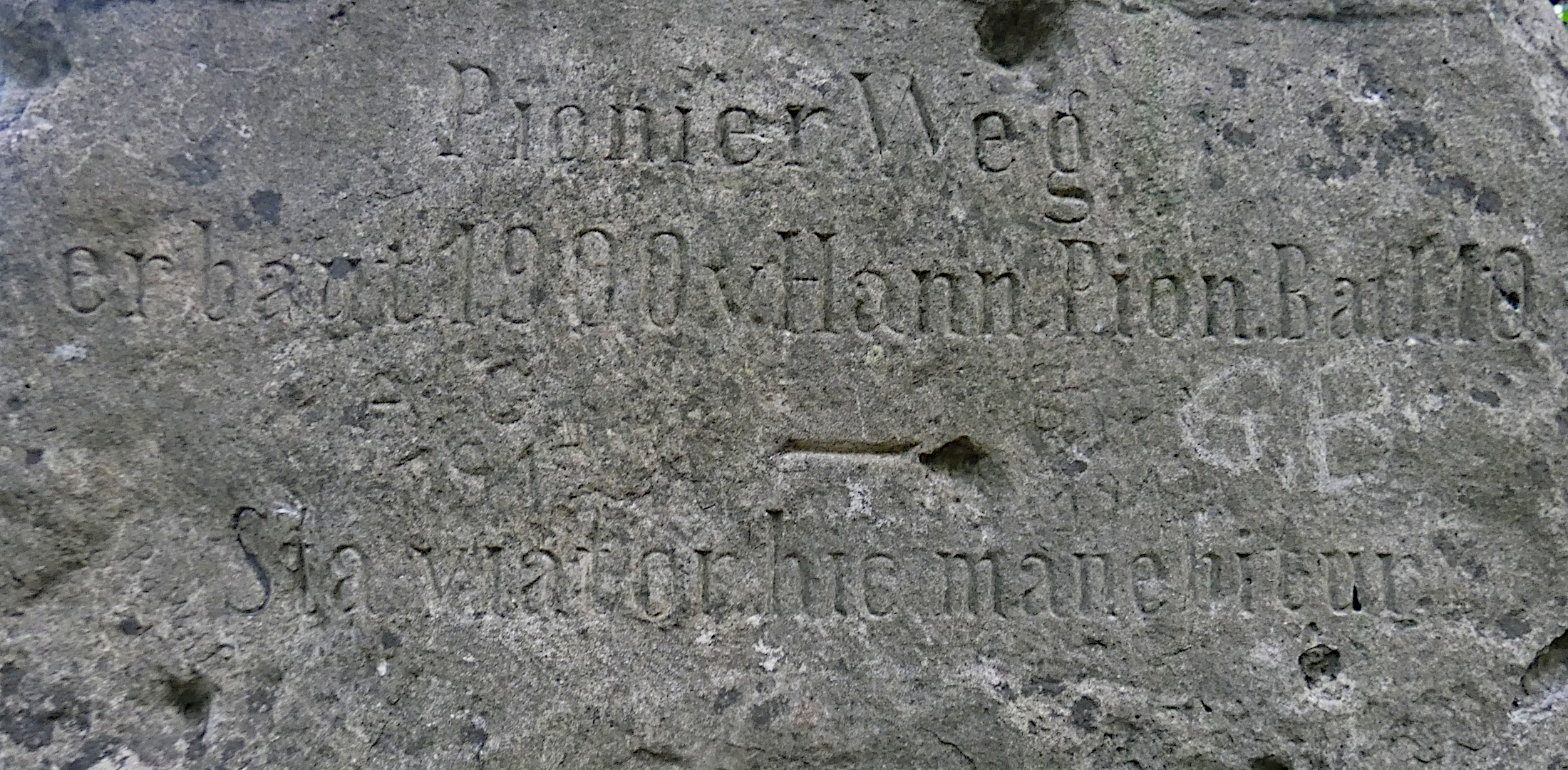
Die Inschriften

## Denkmalschutz
Das „Steinerne Herz“ ist als Einzeldenkmal gemäß § 3 Abs. 2 NDSchG unter der Objekt-ID 28823066 geschützt.
An der Erhaltung des Denkmals besteht aufgrund seiner geschichtlichen Bedeutung ein öffentliches Interesse.